# Canadian Journal of Plant Science
Canadian Journal of Plant Science (ook Revue canadienne de phytotechnieque) is een internationaal, aan collegiale toetsing onderworpen wetenschappelijk tijdschrift op het gebied van de landbouwkunde en plantkunde. De naam wordt in literatuurverwijzingen meestal afgekort tot Can. J. Plant Sci.